# Вторая англо-бирманская война
Втора́я а́нгло-би́рманская война́ (англ. Second Anglo-Burmese War) — колониальная война, которая  велась с 1852 по 1853 годы между Бирмой и Британской империей. Война привела к существенному увеличению захваченных территорий и расширению колониальных владений Британской империи.

## Причины
Ост-Индская компания приступила к активным действиям в 1851 г., когда в Бирме были приняты определённые меры по отношению к английским купцам, ограничивавшие их влияние. Бирманский наместник в Рангуне нарушил мирный договор, потребовав от английских коммерческих судов и негоциантов уплаты новых таможенных пошлин. 
В ноябре 1851 перед Рангуном появилась британская эскадра, потребовавшая компенсации за причиненные купечеству убытки. Бирманский король был вынужден подчиниться, но только для виду. Параллельно с этим бирманцы готовились к освободительной войне и стянули к границам с Британской Индией армию в 150 тысяч человек. Когда ультиматум генерал-губернатора лорда Дэлхузи, в котором он потребовал прекратить мобилизацию бирманский войск, остался без ответа, к берегам Бирмы подошёл английский флот с 10-тысячным десантом под командованием генерала Годвина.

## Ход войны

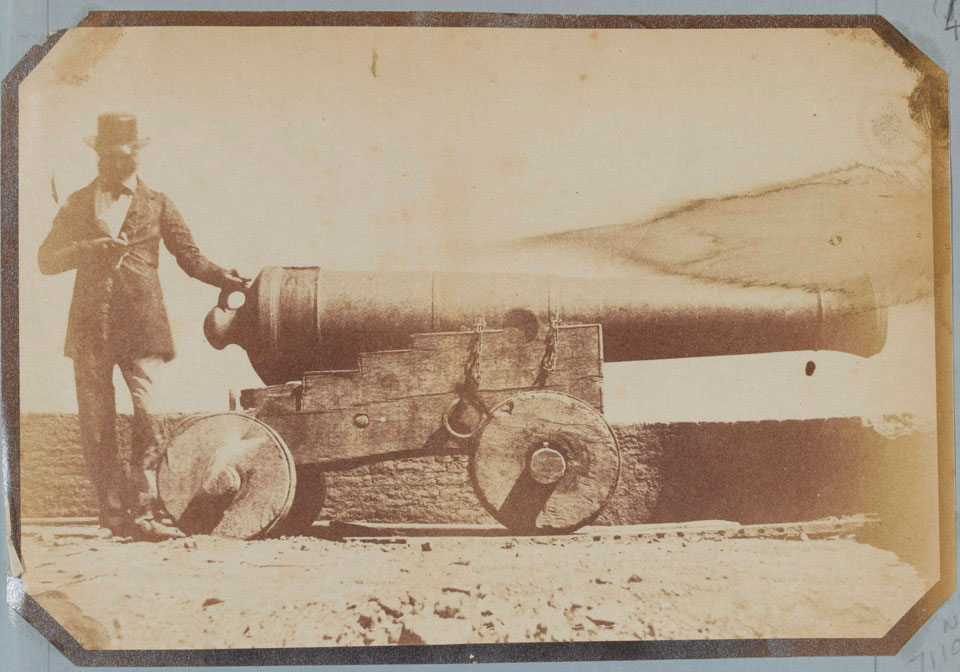
Бирманская пушка, захваченная англичанами в Рангуне

5 апреля английские войска захватили  Мартабан, 12 апреля — Рангун, а через два дня — пагоду Шведагон, 19 мая после тяжёлых боёв был занят город Бассейн, а 3 июня — Пегу, пагода Швемодо была взята в трудном бою.
После этого наступил сезон дождей, сделавший невозможным передвижение войск. В это время руководство Ост-Индской Компании одобрило ход войны и аннексию Нижней Бирмы и дельты реки Иравади. Лорд Дэлхузи, ознакомившись с ситуацией, решил отказаться от похода на Аву и полного завоевания всего королевства, обосновав это военными и экономическими соображениями.
Подготовившись к осенним военным действиям, англичане заняли 3 октября Проме, подавив слабое сопротивление бирманских войск. В начале декабря лорд Дэлхузи известил короля Паган Мина о присоединении всей провинции Пегу к Британской Империи.

## Итог
20 января 1853 была выпущена прокламация об аннексии и война закончилась без подписания мира. 
В это же время в Бирме произошел дворцовый переворот; король был свергнут, и на престол вступил его брат Миндон-Мин (1853—1878), с которым и было заключено перемирие на следующих условиях:
1. граница британских владений определяется у Миадаи,
2. содержавшиеся в плену англичане возвращаются,
3. судоходство по Иравади открывается для торгующих в столице Мандалай;
4. признана юрисдикция дипломатических агентов по отношению к англо-индийским подданным.

После этого были восстановлены торговые отношения Бирмы с британцами, просуществовавшие вплоть до нового конфликта в 1885.